# Mieszko Fortuński
Mieszko Fortuński (* 1. April 1992) ist ein polnischer Poolbillardspieler.

## Karriere
Mieszko Fortuński begann 1998 mit dem Billardspielen. Bei Jugend-Europameisterschaften gewann er 2008 im 9-Ball der Schüler sowie 2009 im 8-Ball und im 9-Ball der Junioren jeweils die Bronzemedaille. Zudem wurde er zweimal Vizeeuropameister mit der Mannschaft; 2008 mit den polnischen Schülern, 2009 mit den polnischen Junioren.
Im September 2008 gelang Fortuński erstmals der Einzug in die Finalrunde eines Euro-Tour-Turniers; bei den Netherlands Open schied er in der Runde der letzten 32 gegen den späteren Finalisten Mehmet Cankurt aus. Im Dezember 2009 gewann er mit den dritten Plätzen im 9-Ball und 8-Ball seine ersten Medaillen bei der polnischen Meisterschaft der Herren. Ein Jahr später wurde er durch einen 7:6-Finalsieg gegen Tomasz Kapłan polnischer Meister im 9-Ball sowie Vizemeister im 10-Ball. Bei den Bosnia & Herzegovina Open 2012 erreichte er erstmals auf der Euro-Tour das Achtelfinale, das er jedoch gegen seinen Landsmann Karol Skowerski verlor. Bei der polnischen Meisterschaft 2012 unterlag er im Finale des 9-Ball-Wettbewerbs ebenfalls Karol Skowerski.
Im April 2014 gewann Fortuński bei den North Cyprus Open seine erste Euro-Tour-Medaille. Nach Siegen gegen Dimitri Jungo, Nick van den Berg und Serge Das zog er ins Halbfinale ein, in dem er dem späteren Turniersieger, dem Deutschen Ralf Souquet, mit 3:9 unterlag. Im Juni 2014 nahm er erstmals an der 9-Ball-Weltmeisterschaft teil, bei der er die Runde der letzten 64 erreichte und dort mit 6:11 gegen den Philippiner Carlo Biado verlor. Bei den Dutch Open 2014 schaffte er es ins Viertelfinale. Bei der polnischen Meisterschaft 2014 gewann er die Titel in den Disziplinen 9-Ball und 10-Ball.
Bei der 10-Ball-Weltmeisterschaft 2015 erreichte Fortuński das Achtelfinale und unterlag dort dem Spanier David Alcaide mit 7:11. Im April 2015 nahm er erstmals an der Europameisterschaft teil, bei der er das Achtelfinale im 14/1 endlos und die Runde der letzten 32 im 9-Ball erreichte. Nachdem er 2015 nur bei den Dutch Open das Achtelfinale erreicht hatte, gewann er im Februar 2016 zum ersten Mal ein Euro-Tour-Turnier. Nach Siegen gegen die früheren Weltmeister Niels Feijen und Jayson Shaw zog er ins Finale der Italian Open ein, in dem er Ralf Souquet mit 9:6 besiegte. Bei der EM 2016 gewann er die Bronzemedaille im 10-Ball, nachdem er im Halbfinale gegen den Finnen Petri Makkonen ausgeschieden war. Bei der 9-Ball-WM 2016 erreichte er die Runde der letzten 64 und unterlag dem Esten Denis Grabe mit 3:11. Im November 2016 schied er bei den Treviso Open im Halbfinale mit 8:9 gegen den späteren Turniersieger David Alcaide aus.
Bei den Italian Open 2017 verlor Fortuński als Titelverteidiger im Viertelfinale gegen Denis Grabe. Bei der EM 2017 zog er im 14/1 endlos ins Halbfinale ein, in dem er gegen Tomasz Kapłan ausschied. Beim 8-Ball-Wettbewerb erreichte er das Viertelfinale und unterlag dort dem Spanier Francisco Sánchez.
Mit der polnischen Nationalmannschaft wurde Fortuński 2015 Europameister und 2017 EM-Dritter.

## Erfolge
| Polnischer 9-Ball-Meister:  | 2010, 2014 |
| Polnischer 10-Ball-Meister: | 2014       |
| Team-Europameister:         | 2015       |
| Italian Open:               | 2016       |